# Талмасонс
Талмасонс је насеље у Италији у округу Удине, региону Фурланија-Јулијска крајина.
Према процени из 2011. у насељу је живело 4076 становника. Насеље се налази на надморској висини од 27 м.

## Становништво
Према резултатима пописа становништва 2011. у општини је живело 4.144 становника.
| 1951. | 1961. | 1971. | 1981. | 1991. | 2001. | 2011. |
| ----- | ----- | ----- | ----- | ----- | ----- | ----- |
| 4.760 | 4.583 | 4.118 | 4.248 | 4.152 | 4.114 | 4.144 |